# Arkitektur och stadsbyggnad i Hedemora

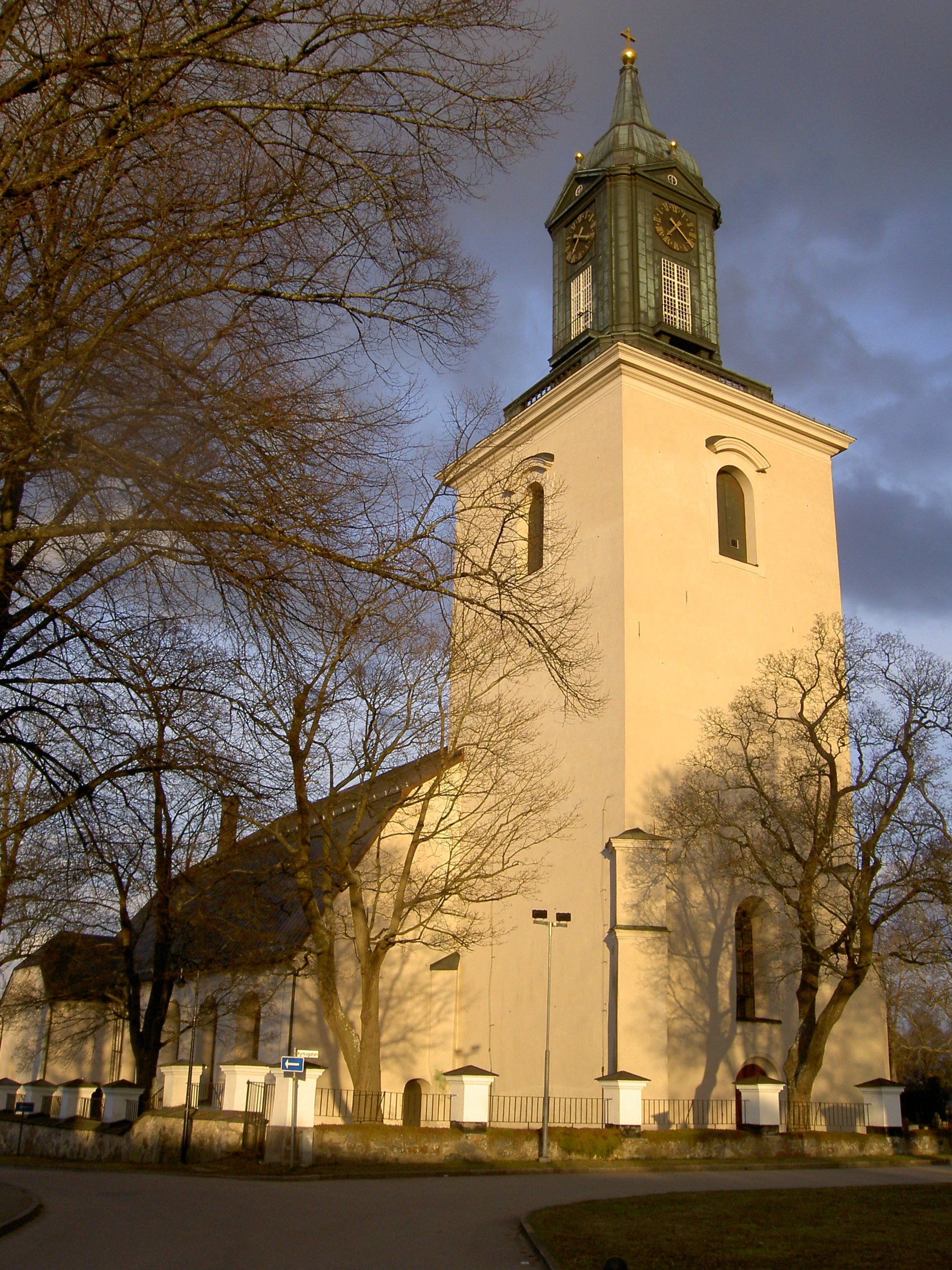
Hedemora kyrka.

Hedemora, i södra Dalarna, fick sina stadsrättigheter 1446, men var då redan en marknadsplats och knutpunkt för den medeltida järn- och kopparhanteringen, bland annat från Garpenberg och Vikaberg.
Den äldsta byggnaden i dagens Hedemora är otvetydigt kyrkan, vars äldsta delar är från slutet av 1200- eller början av 1300-talet. Flera byggnader från tiden före den första stadsbranden finns också kvar, såsom det gamla apotekshuset (numera turistbyrå). Flera gårdar har också i olika grad byggnader kvar från tiden före första branden. 1527 grundade Gustav Vasa en skola i staden, i kvarteret Ripan (bredvid nuvarande Lagmansgården), och år 1531 en fattiggård. Varken skolan eller fattiggården finns idag kvar.

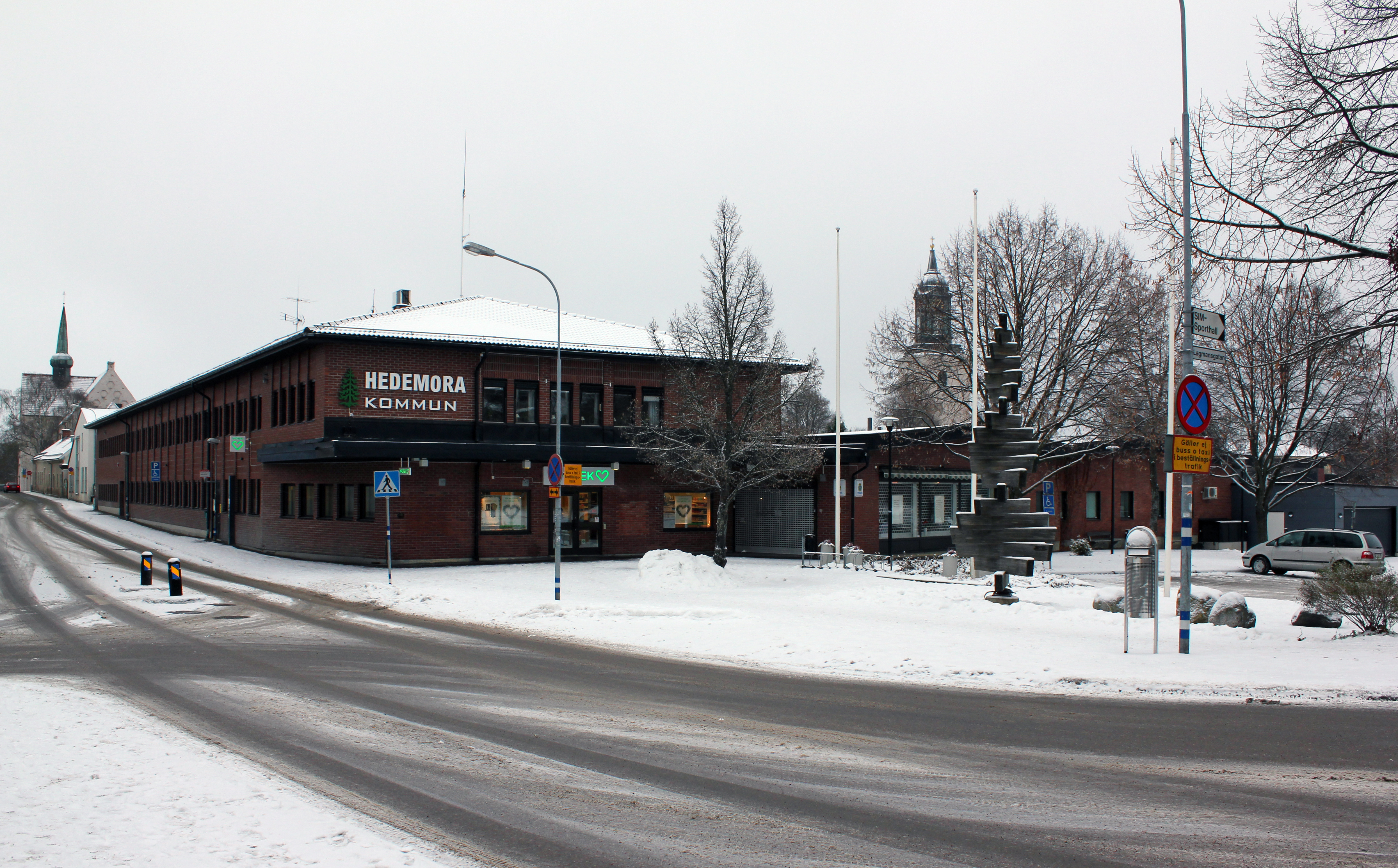
Oxtorget 2010.

Den äldsta kända kartan över bebyggelsen i Hedemora är från 1642 och visar en stad med tydliga medeltida oregelbundna strukturer längs med de viktigaste vägarna. En av dessa vägar var den östra delen av nuvarande Gussarvsgatan som vek av och gick över Stora torget, Hökartorget och Oxtorget, innan den slutligen nådde den stora vägen på åsen. Från Stora torget löpte även en syd-nordlig väg från kyrkan, som motsvarar nuvarande Kyrkogatan-Långgatan. Stora torget var vid denna tid större än idag, framförallt var det mer sträckt i nordriktningen. Hökartorget låg för övrigt fram till branden 1849 där nuvarande Oxtorget ligger, och var större. Efter branden flyttades såväl torgets stora våg som namnet Hökartorget till den nuvarande platsen. Söder om nuvarande Polisbacken, sydväst om Oxtorget, låg kyrkoherdens gård, vilket har gett namn åt Prostmyren, där Vasahallen och Vasaliden idag ligger.

## Byggnadsminnen

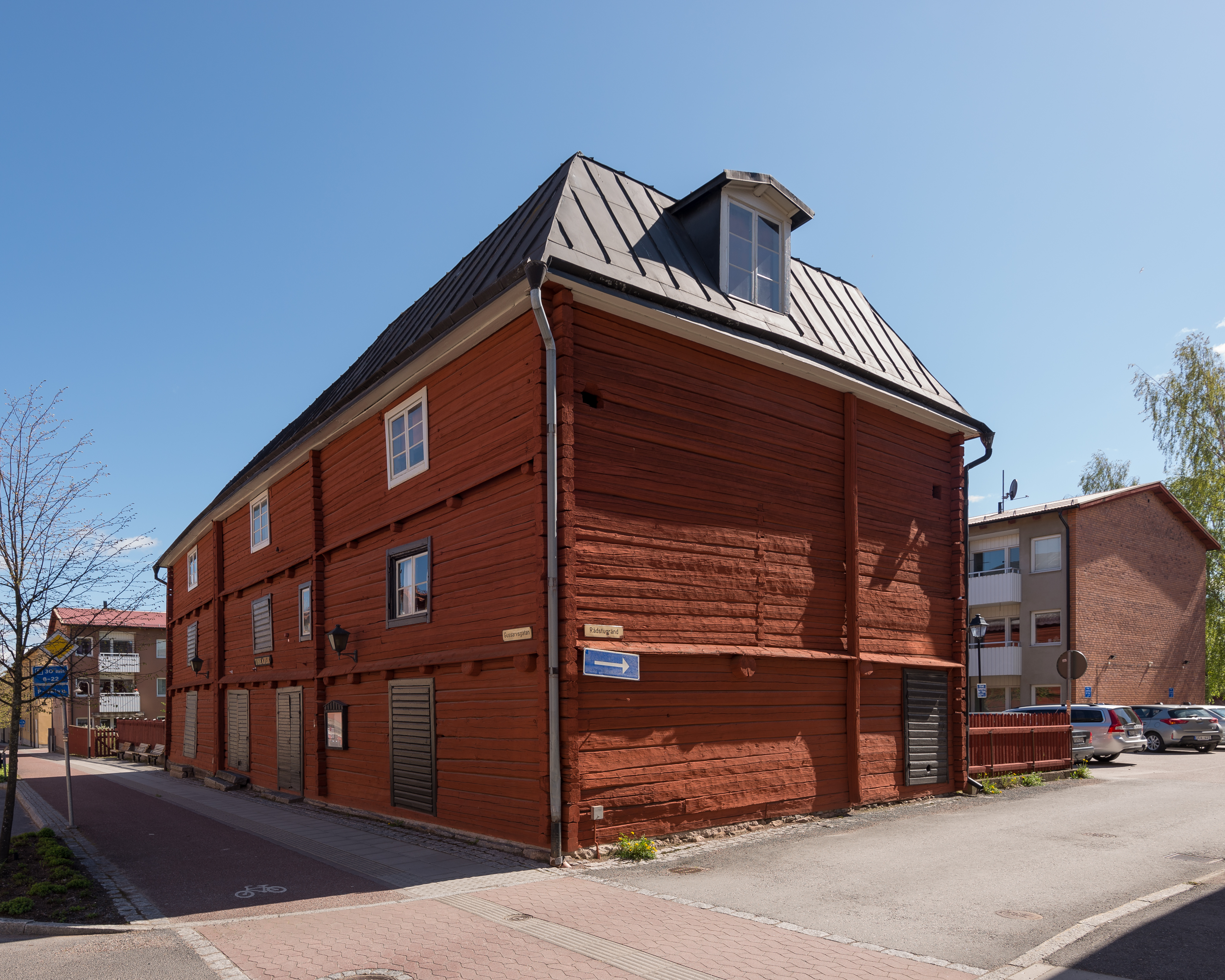
Hedemora Gamla Theater.

I Hedemora finns fem byggnadsminnen:
- Bos-Kalles gård
- Gamla apoteket, Hedemora
- Hedemora teaterlada
- Perssonska gården, kvarteret Gäddan
- Wahlmanska huset

## Stadsbild

### Översikt
Hedemoras byggnader är av skiftande utseende, men är huvudsakligen byggda i ett till tre plan. Stadens kulturhistoriskt intressanta byggnader har märkts ut med små bruna skyltar med en kortfattad historisk bakgrund till husen, och en informationsbroschyr har tryckts upp för att man lättare ska kunna hitta dessa byggnader. 1987 blev Hedemora riksintresse.

### Stadskärnan
Hedemoras nuvarande bebyggelse i stadskärnan kan enligt Daniels Sven Olsson generellt hänföras till fyra epoker:
- Byggnader och bebyggelsestrukturer härrörande från tiden före branden 1754.
- Bebyggelse från tiden mellan branden 1754 och branden 1849, då staden fick ett modernare utseende med fler räta linjer och en mer reglerad hus- och kvartersstruktur.
- Tiden efter branden 1849 fram till ca 1875, med byggnader anpassade efter de nya stadsplanerna.
- "Den nya tiden", efter ca 1875, då influenser utifrån och arkitektritade hus (bland annat av Lars Israel Wahlman och Carl Johan Perne) var stilbildande. 1905 upprättades en ny byggnadsplan för staden.[4]

Stadens fyra torg, Stora torget, Myrtorget, Hökartorget och Oxtorget, har skapat en inramning för stadskärnan i öster, liksom Gästgivaremyren, som senare skulle bli Sveaparken/Stadsparken, skapade en västgräns. Huvuddelen av stadens butiker ligger på åsen och i anslutning till torgen. 
Vid Stora torget finns flera av de äldsta husen i staden, såsom stadshotellet, gamla apoteket, kvarteret Falken, Perssonska gården och Sahlbergska gården. Även Hedemora Gamla Theater, Berglundska gården och Bos-Kalles gård ligger nära torget.

### Rusbogårdarna

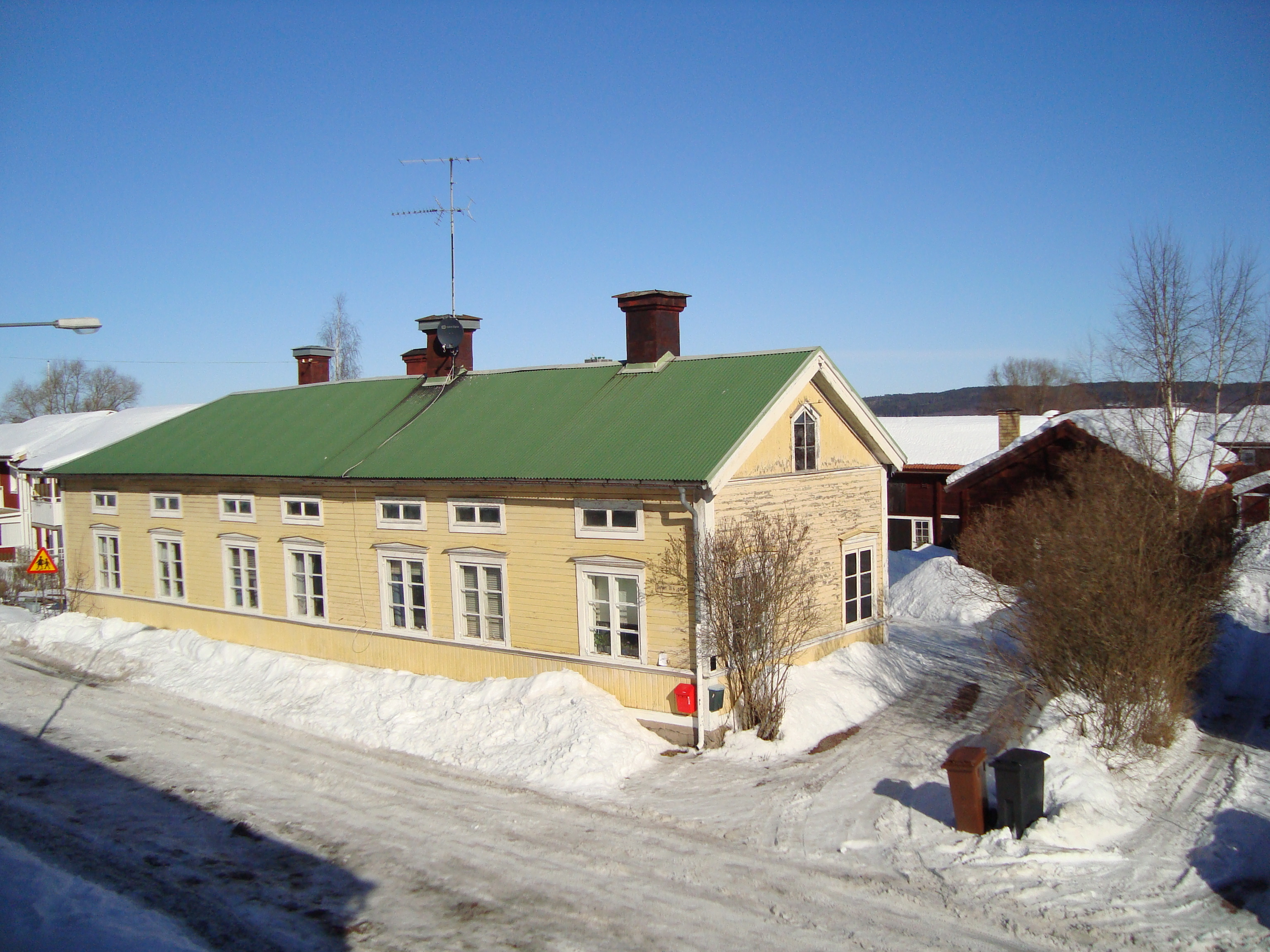
Gråbergs.

Lilla Gråbergsgården (kallad Gråbergs) bildade tillsammans med Stora Gråbergsgården och Engströmska gården (båda nu nedbrunna) ett område kallat Rusbogårdarna. Detta var fram till 1660 en egen by, Rusbo, vilken tillsammans med byn Gussarvet då blev en del av Hedemora stad. Rusbo kallades Gamla Hedemora på 1500-talet, men fick namnet Rusbo efter Knut Ruus som ägde ena halvan av byn (den andra halvan ägdes av Lasse Finne).

### Söder om Hönsan
Kvarteren Trasten, Tranan och Lommen runt sjön Hönsans södra ände hör till de äldsta kvarteren i Hedemora.
I Lommen ligger Cederstams gård, inte långt från Hedemora gammelgård. Gården har en källarbod från första delen av 1600-talet, huvudbyggnaden är sannolikt från 1700-talet. Några av husen i kvarteret Trasten, längs Långgatan, är också från 1700-talet, Langens gård möjligen från 1600-talet. I kvarteret Tranan återfinns Kuhnegården, en 1700-talsgård som fungerade som kuranstalt i början av 1900-talet.

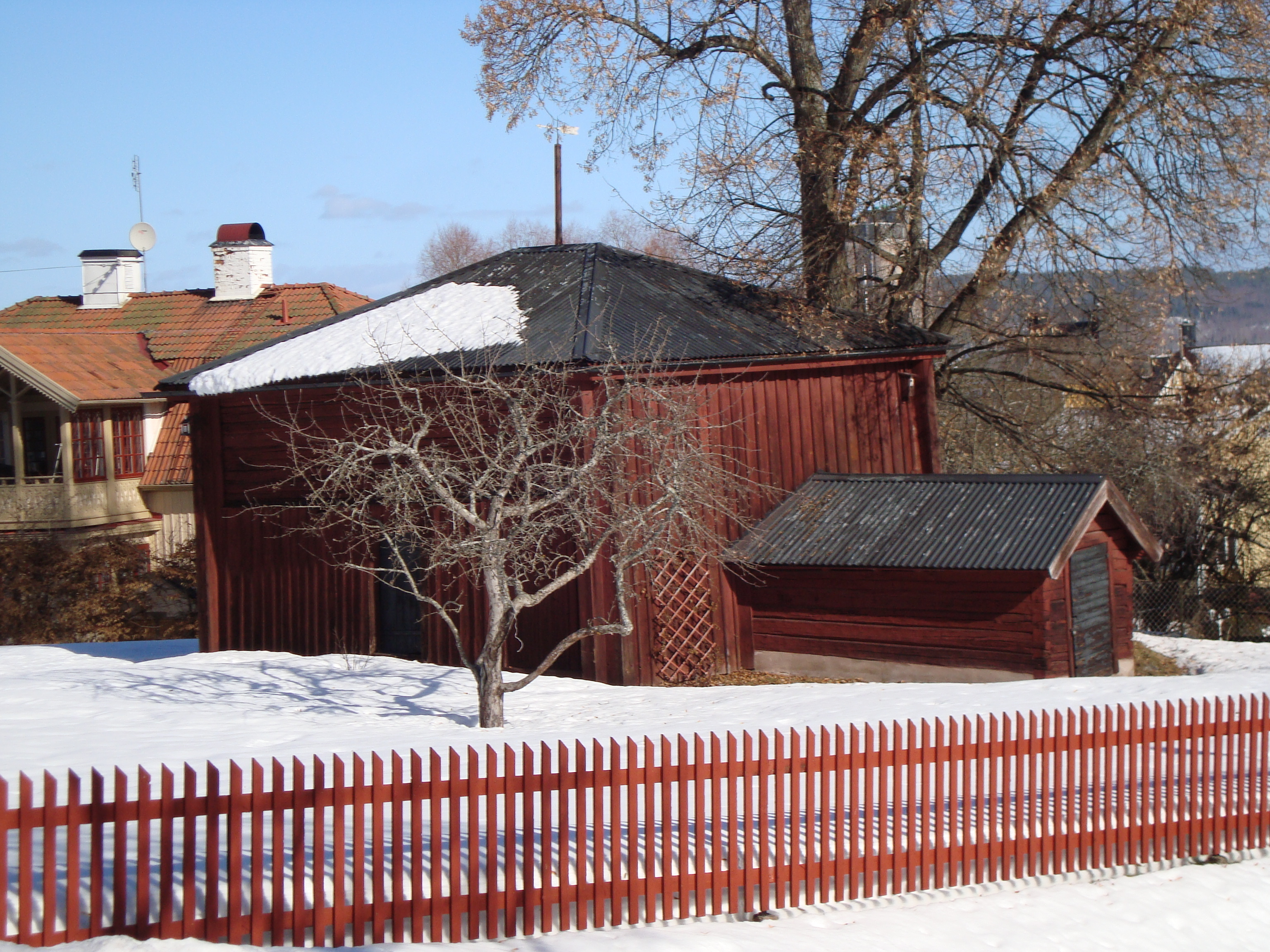
Källarboden på Cederstams gård.
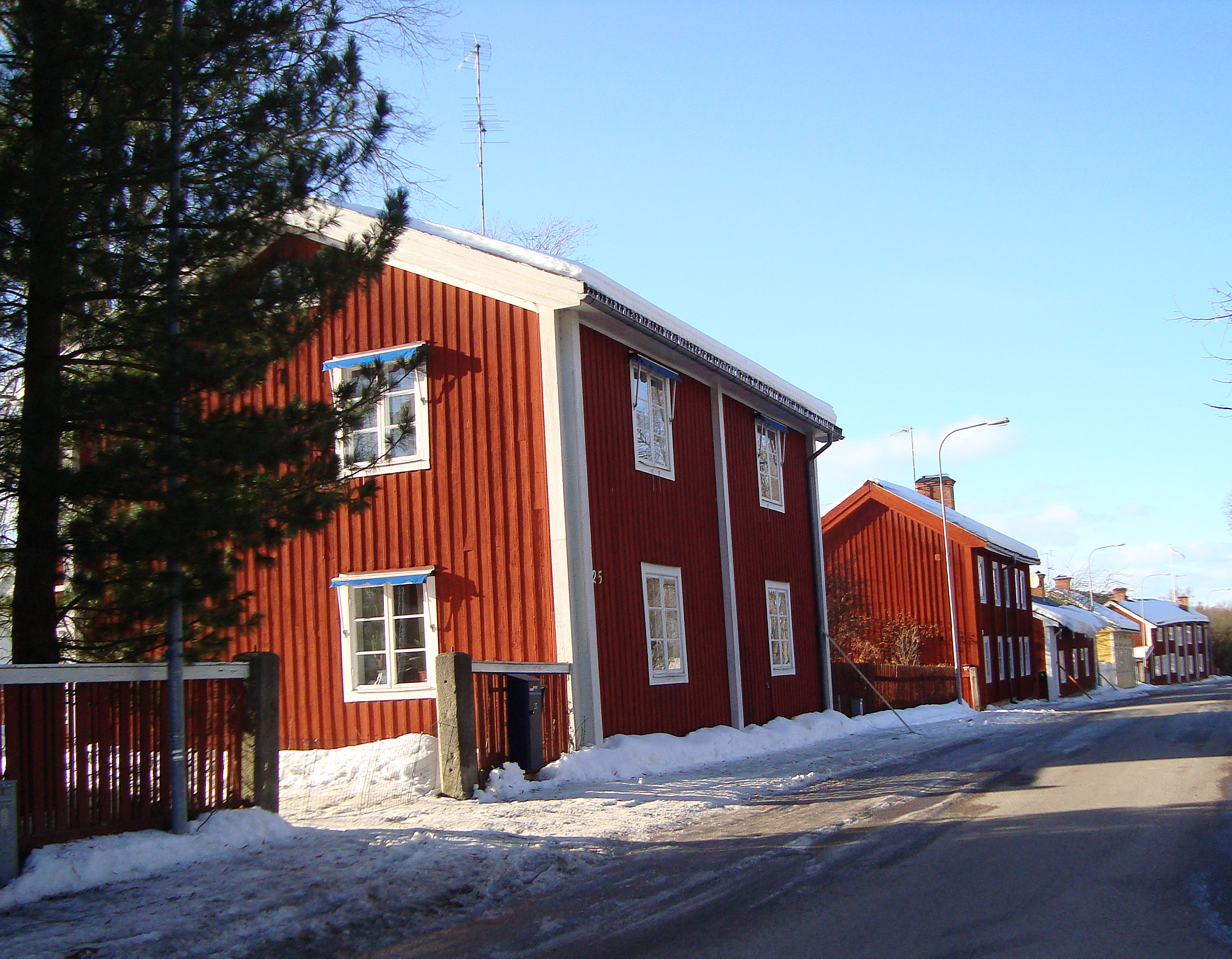
Några av de äldsta husen längs Långgatan.
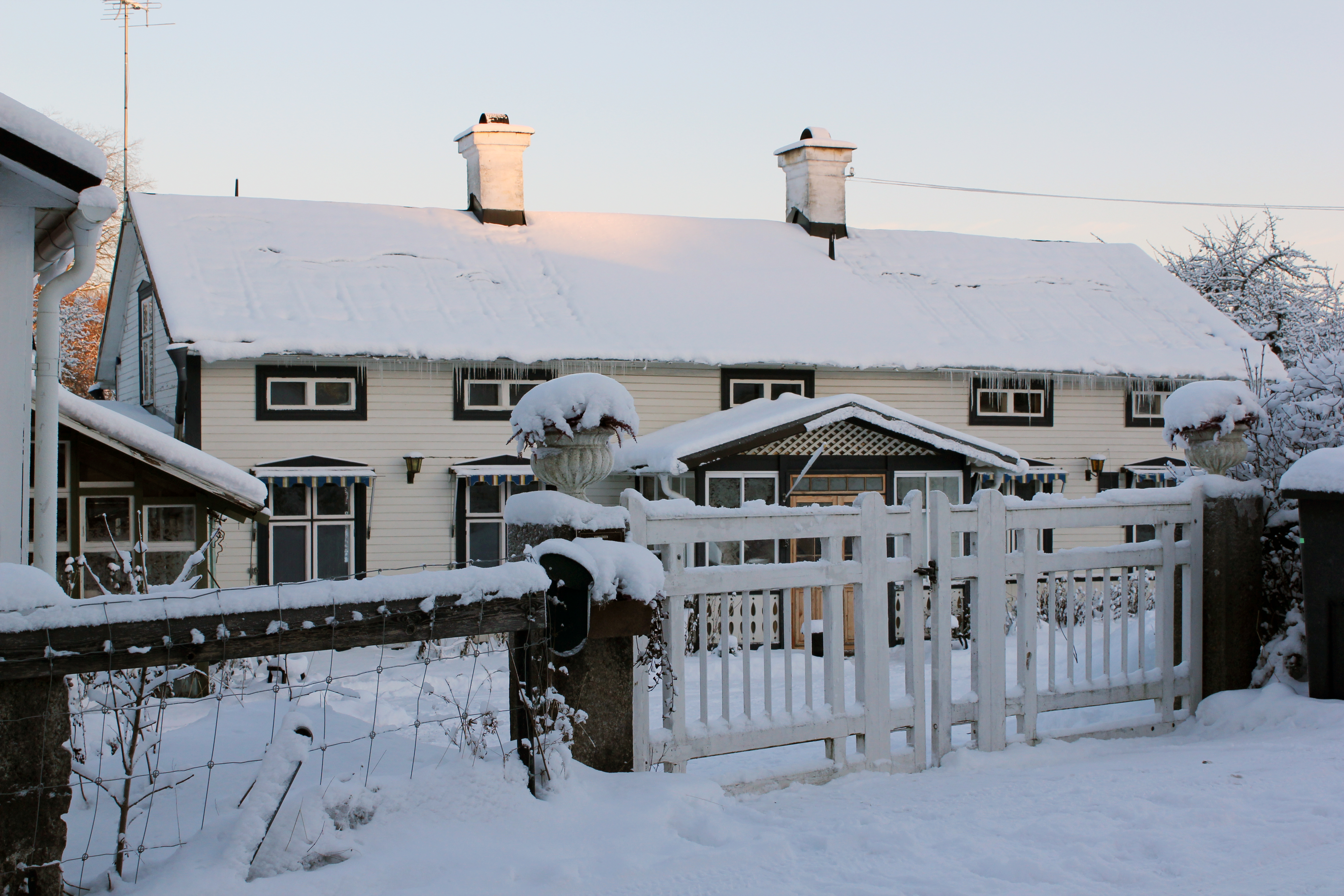
Kuhnegården.

### Flerfamiljshus

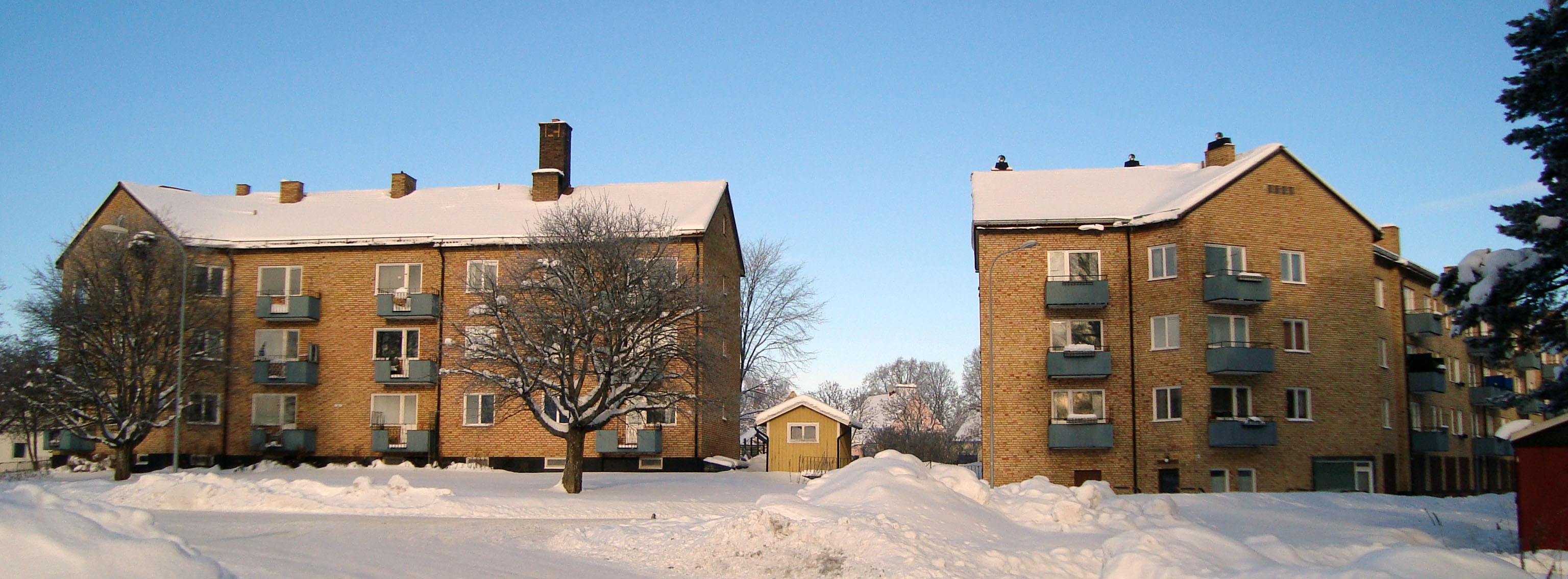
Hedemorahem

Ett flertal lägenhetshus i tegel byggdes både för allmännyttan Hedemorabostäder och för privata hyresbolag och bostadsrättsföreningar från 1930-talet, där en del av kvarteret Bävern längs Långgatan, vid Henemoren, är ett tidstypiskt exempel. 
Byggandet av flerfamiljshus kom igång ordentligt under 1950-talet fram till 1970-talet, och vidgade stadens utsträckning. Dessa innefattar bland andra kvarter som Hedemorahem, Hästen och Hammaren. Dock var Hedemora aldrig med i miljonprogrammet (1965–1975). På 1980-talet tillkom kvarteret Norelund, som också var byggt för allmännyttan, men var tvåvåningshus med röda träfasader och en byggplan som var mer anpassad för barnfamiljer än de tidigare kvarteren. Detta bostadsområde var också det första lägenhetsbeståndet utanför stadskärnan, i området Tallåkern, som sedan 1940-talet haft ett mindre villaområde något norr om detta lägenhetsbestånd.

### Villaområden
Områdena Högåsa och Hedbyvreten började bebyggas på 1920- och 1930-talen. På 1960-talet började villaområdet Emaus nordost om Brunnsjön byggas, och mark köptes även runt Svedjans herrgård. I början av 1970-talet blev Emaus nästan helt utbyggt och det nya området Svedjan söder om Brunnsjön började ta form. Den stora utbyggnaden av Svedjan kom dock först på 1980-talet.

## Lars Israel Wahlman
Hedemora är den stad som har flest byggnader ritade av arkitekten Lars Israel Wahlman, däribland Villa Trefnan, Trotzgården och Wahlmanska huset.
Villa Trefnan ritades och uppfördes år 1901 och var bostad åt Wahlmans föräldrar. På tomten bredvid ligger Trotzgården, även den uppförd 1901 och byggdes åt rådman Karl Trotzig. Wahlmanska huset, uppfört år 1899, var stadens varmbadhus fram till 1974, men numera används huset som galleri för olika tillfälliga konstutställningar.

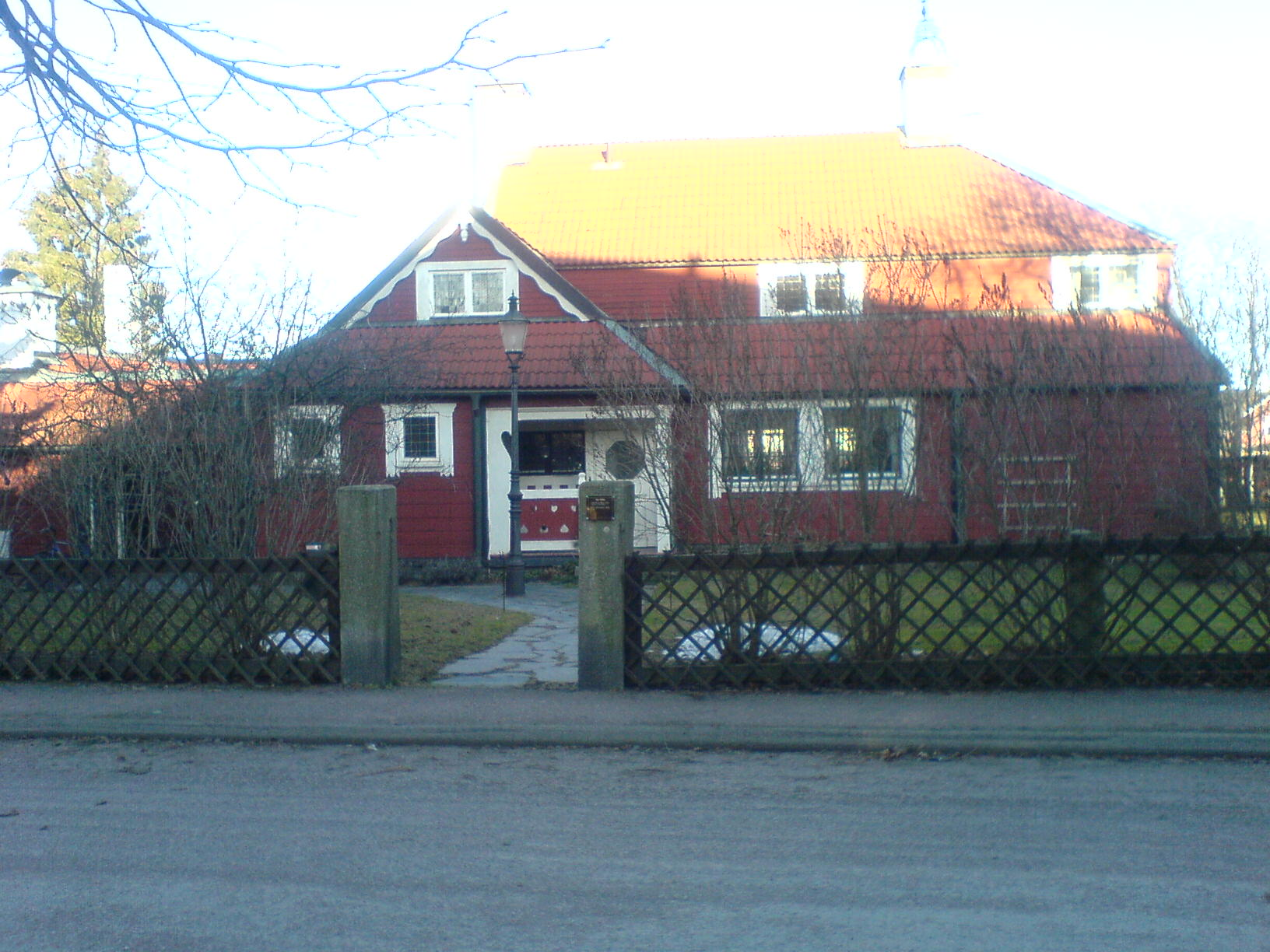
Villa Trefnan
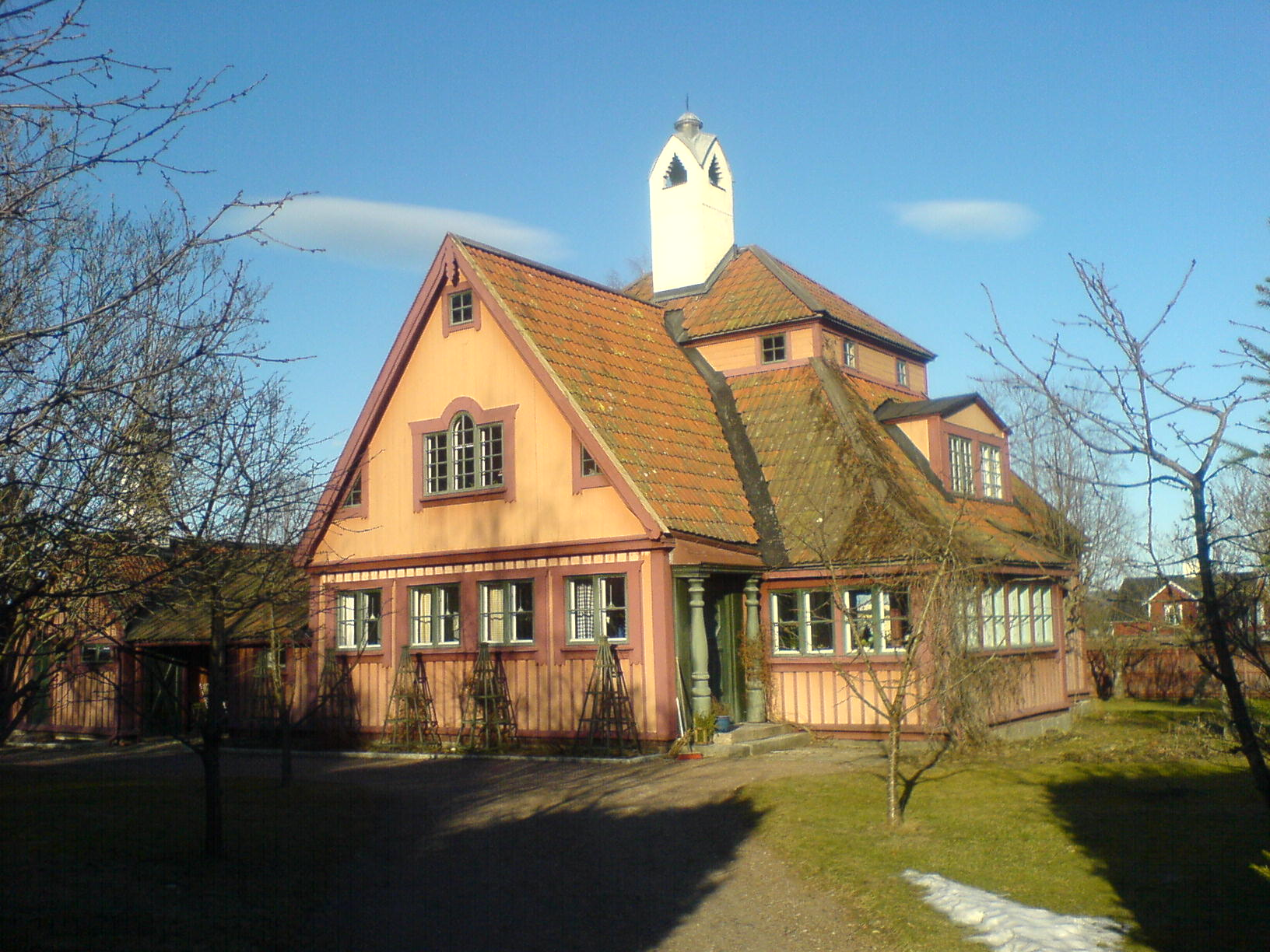
Trotzgården.
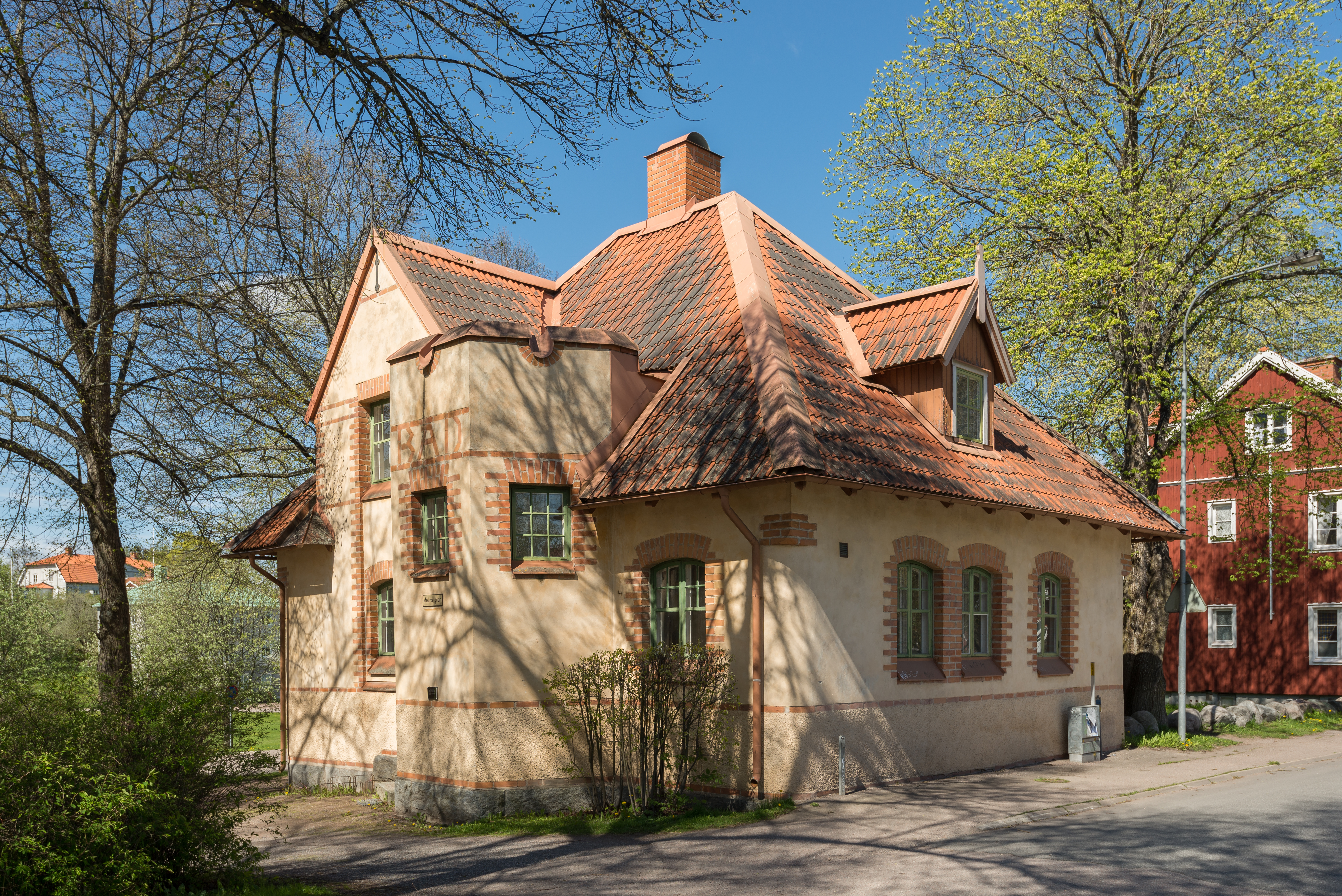
Wahlmanska huset.

## Herrgårdar
Det finns fyra herrgårdar runt den gamla staden, nämligen Emaus herrgård, Eriksdals herrgård, Hälla herrgård och Svedjans herrgård. Av dessa ligger numera Emaus herrgård och Svedjans herrgård inom själva staden och de andra strax utanför. Det finns uppgifter om att Gustav Vasa skulle ha grundat en kungsgård mer centralt i Hedemora, men var den skulle ha legat är oklart.
Emaus herrgård, vid Stadsberget, var bostad åt borgmästare och högt uppsatta militärer. Den äldsta dokumentationen om gården är från 1646, då den avgående borgmästaren Daniel Pålsson Bagge flyttade in. Den är numera insynsskyddad tack vare ett mindre trädbestånd.
Eriksdals herrgård, norr om bostadsområdet Emaus och väster om Tallåkern, bestod till en början av två gårdar. Dokumentationen är från slutet av 1600-talet. Gården hade en tegelproduktion från 1820-talet till 1880-talet, grundad av Carl Gustaf Schröder, som även uppförde Hedemoras teaterlada. Fram till 1953 fanns mjölkkor på gården.
Hälla herrgård, sydost om staden, finns omnämnd i domboken 1555 och har varit jordbruksfastighet. Djurhållningen på gården upphörde efter andra världskriget, då korna på gården drabbats av Bangs sjukdom (smittsam kastning) .
Svedjans herrgård finns omnämnt som kronohemman 1694 och är enligt storskifteskartan från 1763 rustmästarbostad för överstelöjtnantens kompani vid Västmanlands regemente. Herrgården var militärbostad från 1750-talet till 1860-talet, därefter har den bland annat varit vilohem och köpmannabostad. Herrgården lämnades tom en längre tid, men är åter bebodd.

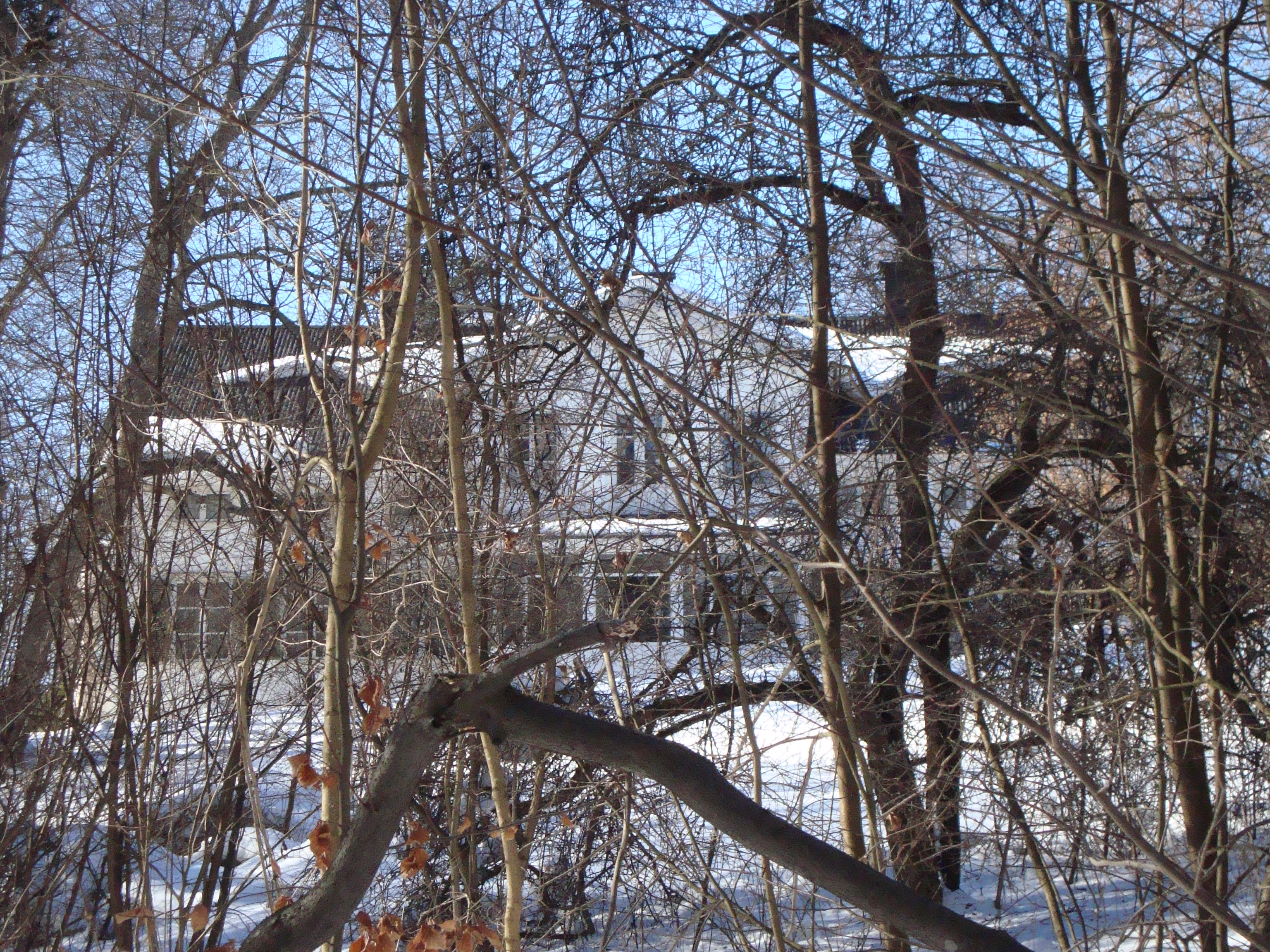
Emaus herrgård.
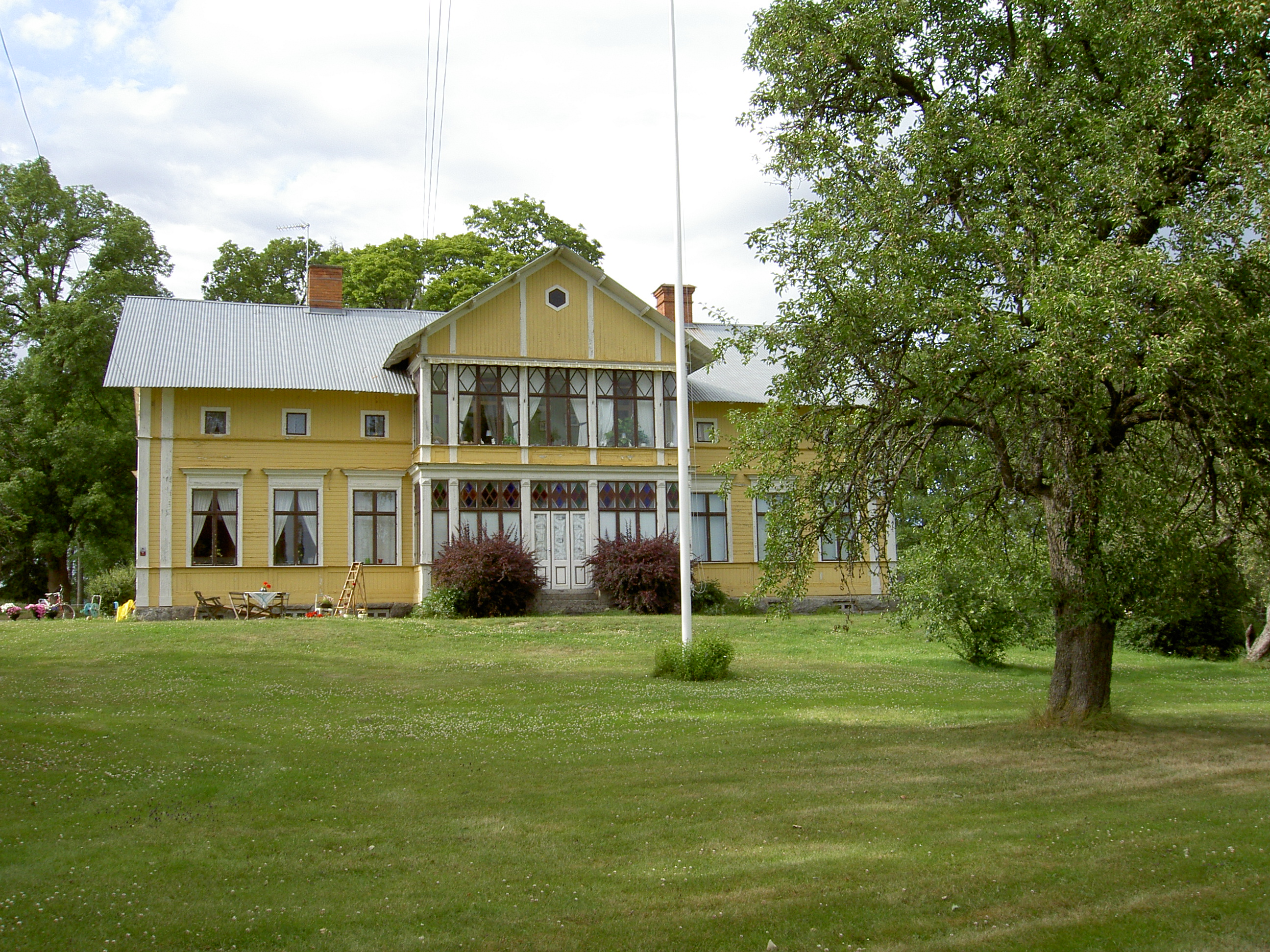
Eriksdals herrgård.
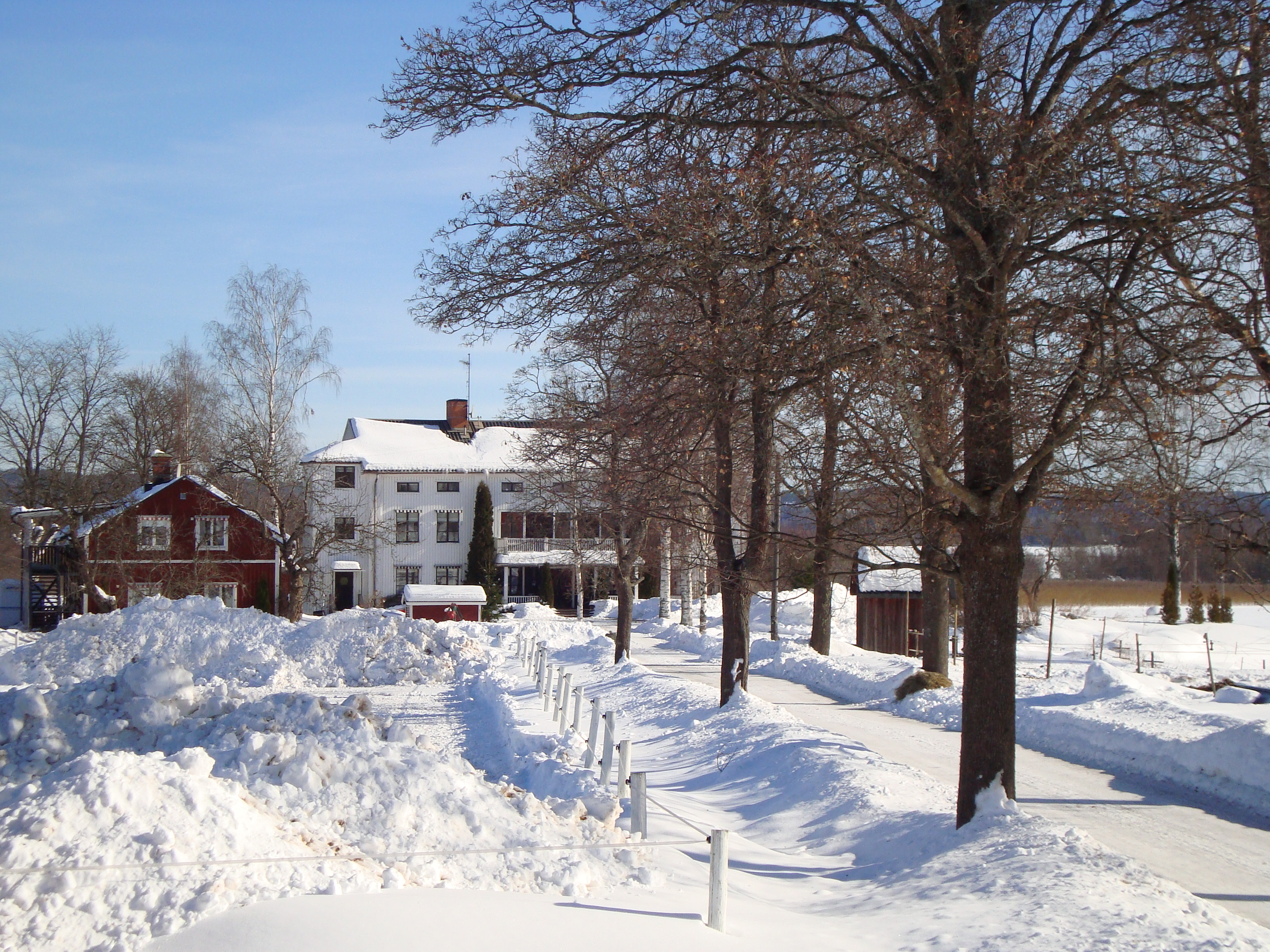
Hälla herrgård.
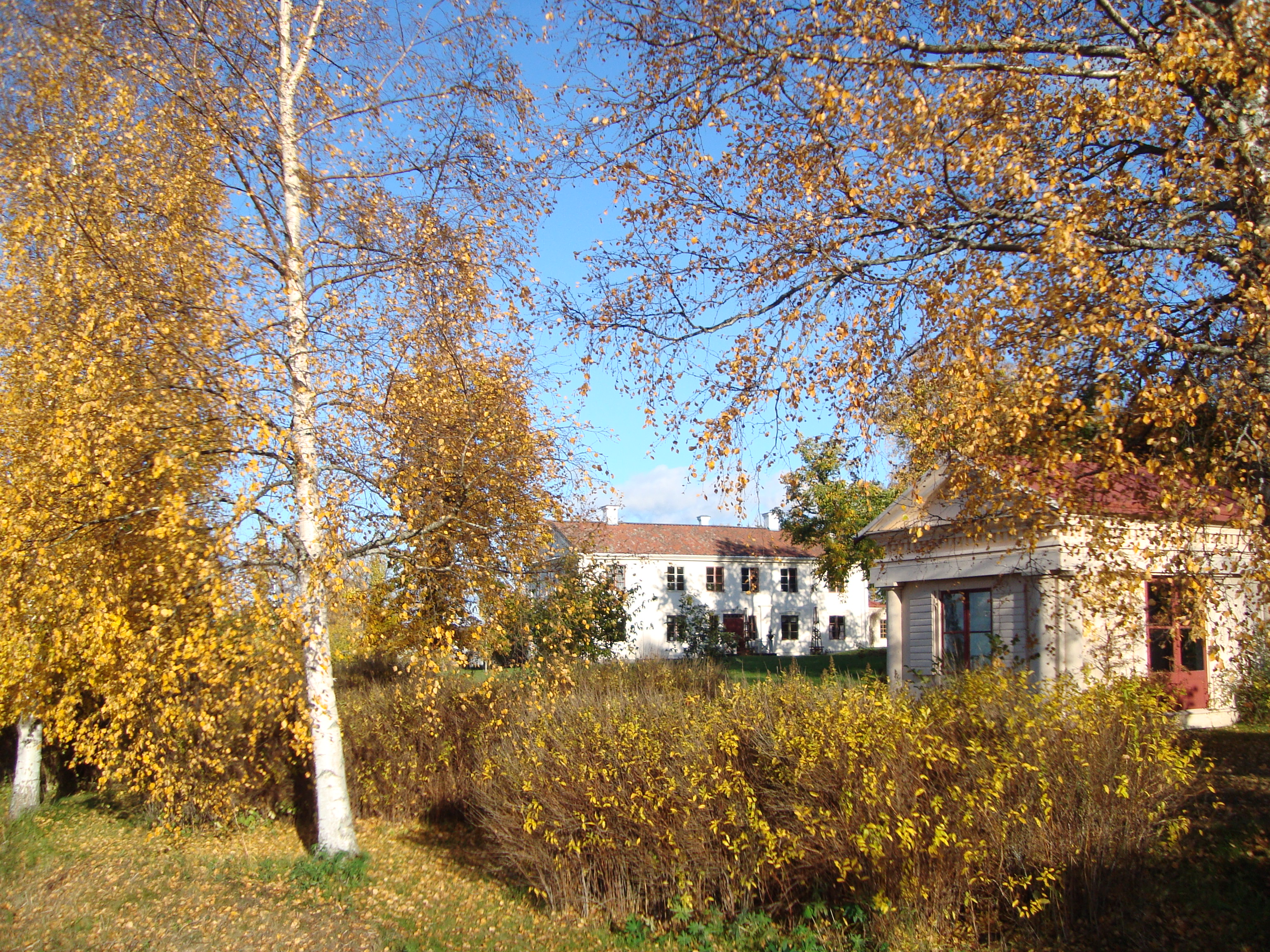
Svedjans herrgård.

## Övriga byggnader
Stadshotellet byggdes 1860 efter ritningar av C. Ålander och hette från 1887 Hotell Ture efter källarmästare Ture Sjögren. Hotellets pub Kings Arms ligger där Hedemora Spritbolag, senare Systembolaget, hade lokaler från 1886 till 1980-talet och har byggts om i flera omgångar. I huset har även funnits bank samt telegraf- och telefonstation.
Berglundska gården har fått sitt namn efter "doktor Berglund":s läkarmottagning som fanns i huset i mitten av 1900-talet, men byggdes ursprungligen för rådman Samuelsson 1881. Gården anses, enligt skyltning, vara stadens bästa exempel på en borgargård efter stadsbranden 1849.
Vasaskolan är byggd i två omgångar, 1914-1915 efter ritningar av Georg A Nilsson och 1967-1969, efter ritningar av Julius Järnåker. Den inrymmer stadens högstadium. Vägg i vägg ligger Martin Koch-gymnasiet, stadens gymnasium.
Vasakyrkan byggdes 1976 där Hedemoras missionskyrka tidigare stod.

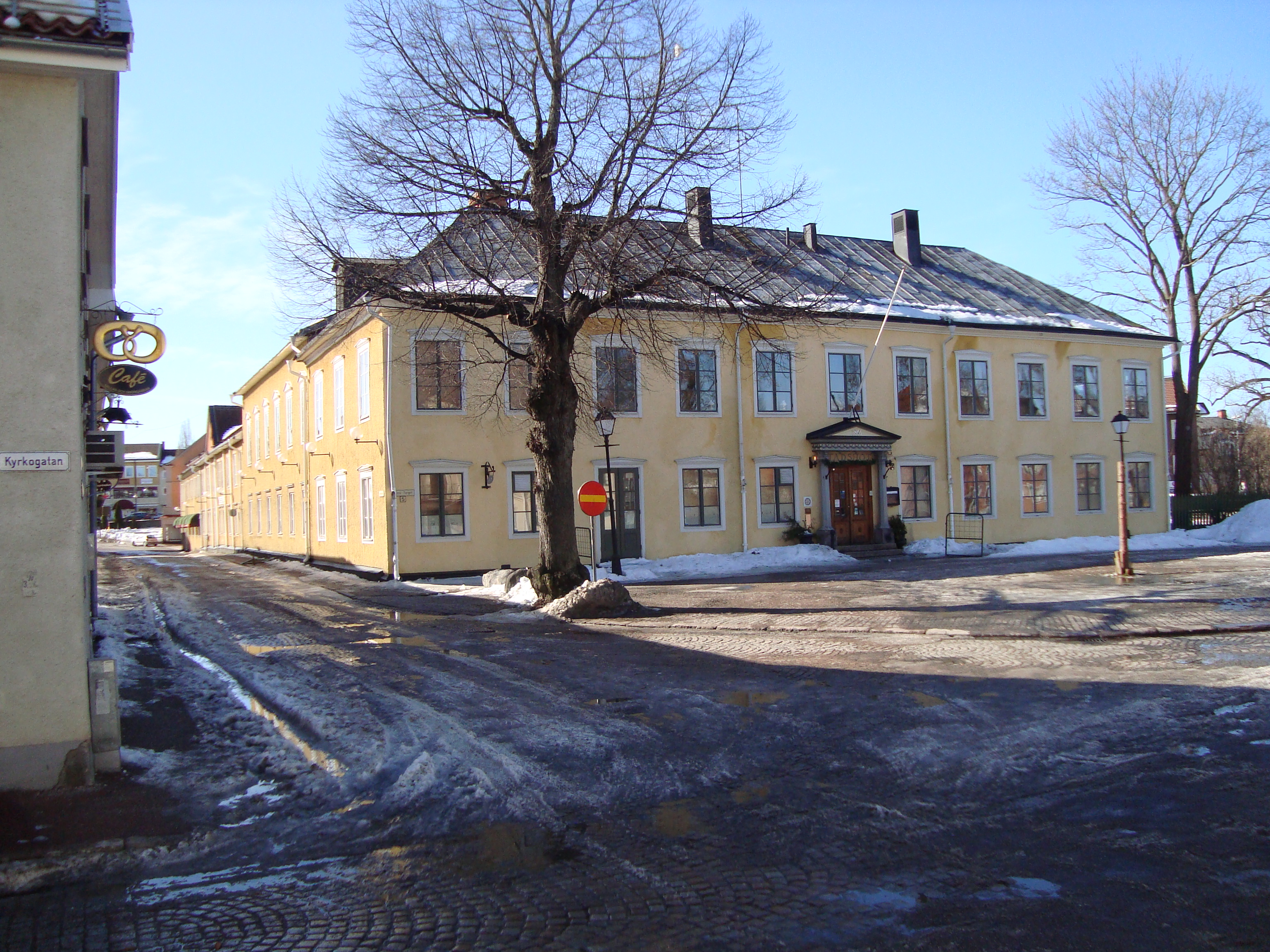
Stadshotellet. T.v. syns en del av Sahlbergska gården.
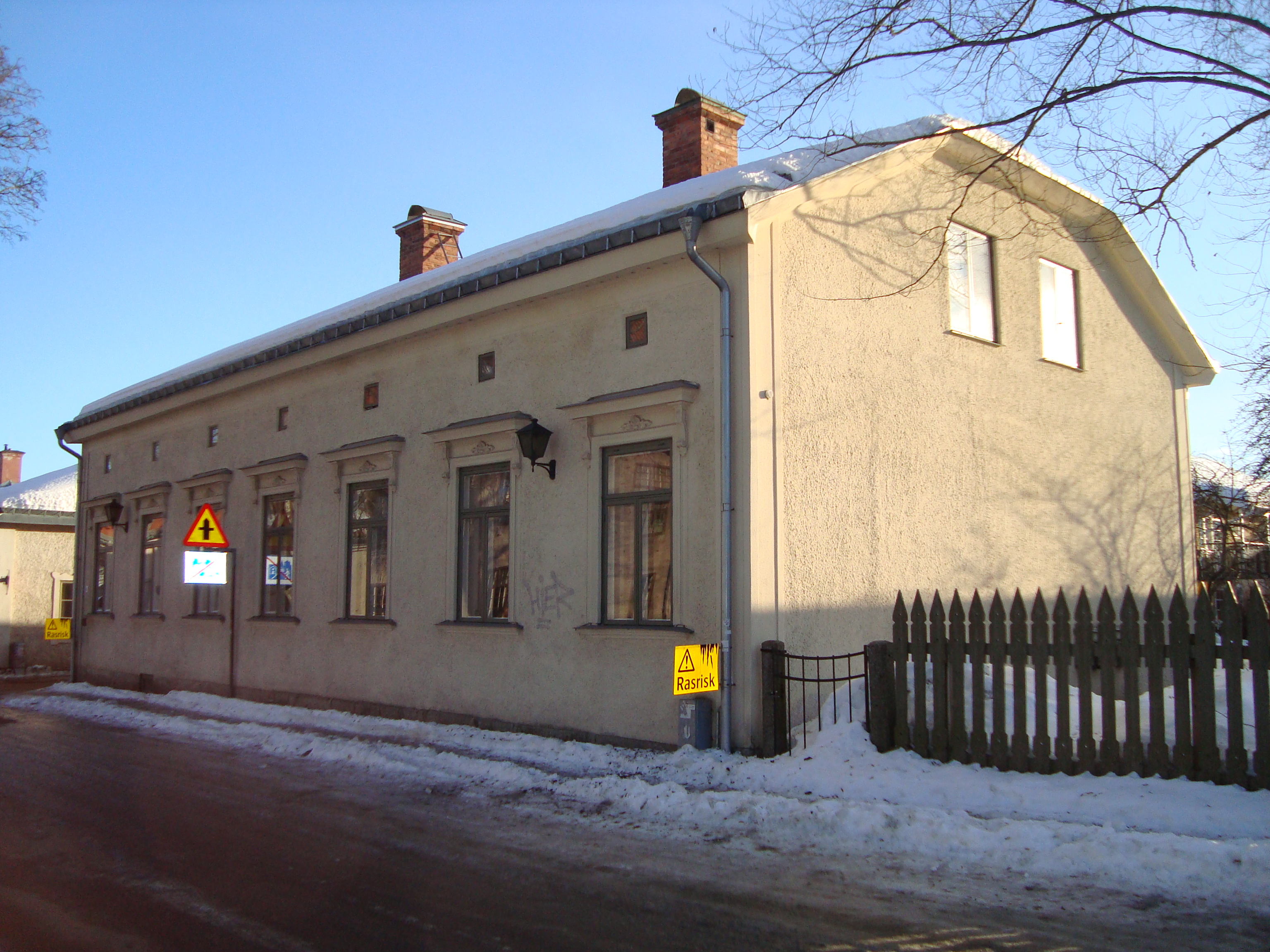
Berglundska gården.
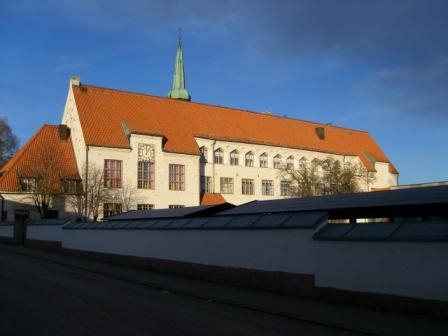
Vasaskolans gamla del.
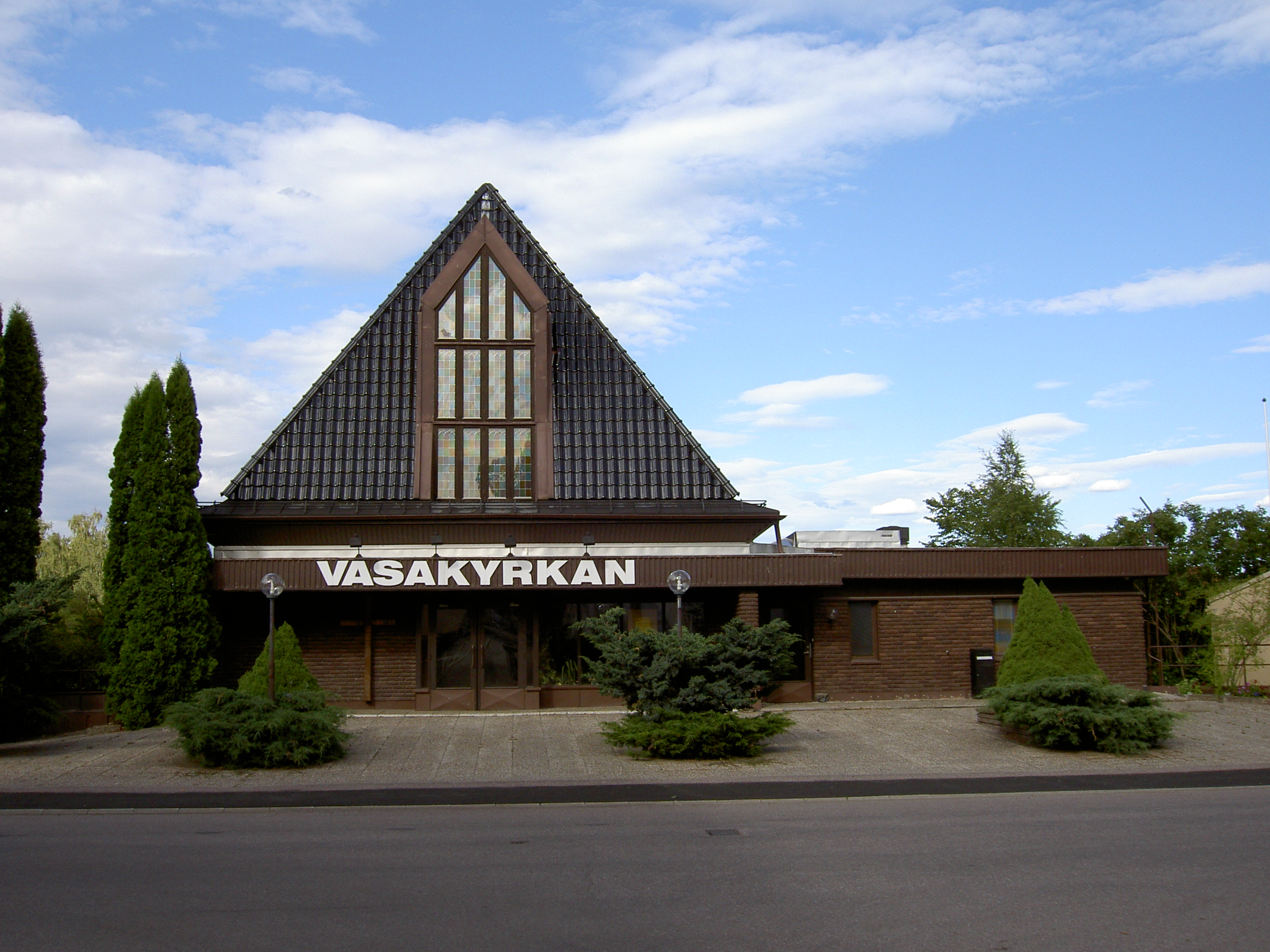
Vasakyrkan.

Polishuset uppfördes år 1911 och var ritat av arkitekt Carl Johan Perne. Numera har polisen flyttat verksamheten från huset till Systembolagets gamla lokaler i Tjädernhuset, men tidigare fanns såväl brandkår, landsfiskalkontor och häkte i byggnaden. Häktet gick i folkmun under namnet "Hotell Haglund".
Hanssonska villan, eller Gamla biblioteket, byggdes åt Johan Adolf Brunzell, som var disponent vid Hedemora Verkstäder, 1918 efter ritningar av Lars Kolmodin. Mellan år 1963 och 1994 var byggnaden Hedemoras bibliotek. Ett kafé har också hållit till i huset.
Gamla tingshuset, Hedemora tingsrätts hus, byggdes 1914 efter ritningar av stadsarkitekt Klas Boman i Falun. Ovanför ingången finns ett runt fönster med bladornament. 1966 gjordes en tillbyggnad i mexitegel. Tingsrätten lades ner 2001 och numera har Södra Dalarnas vårdcentral verksamhet i lokalerna.

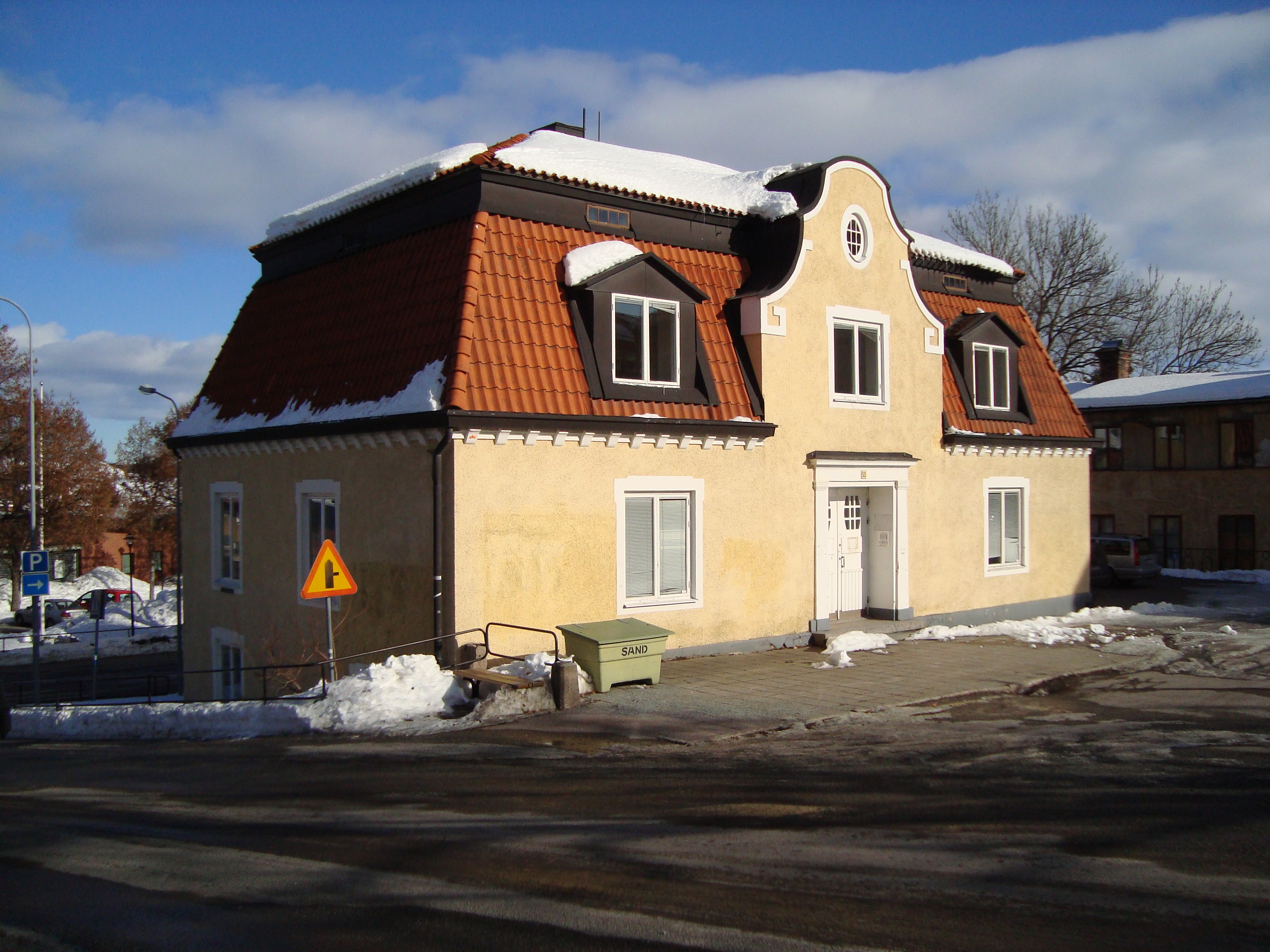
Polishuset.
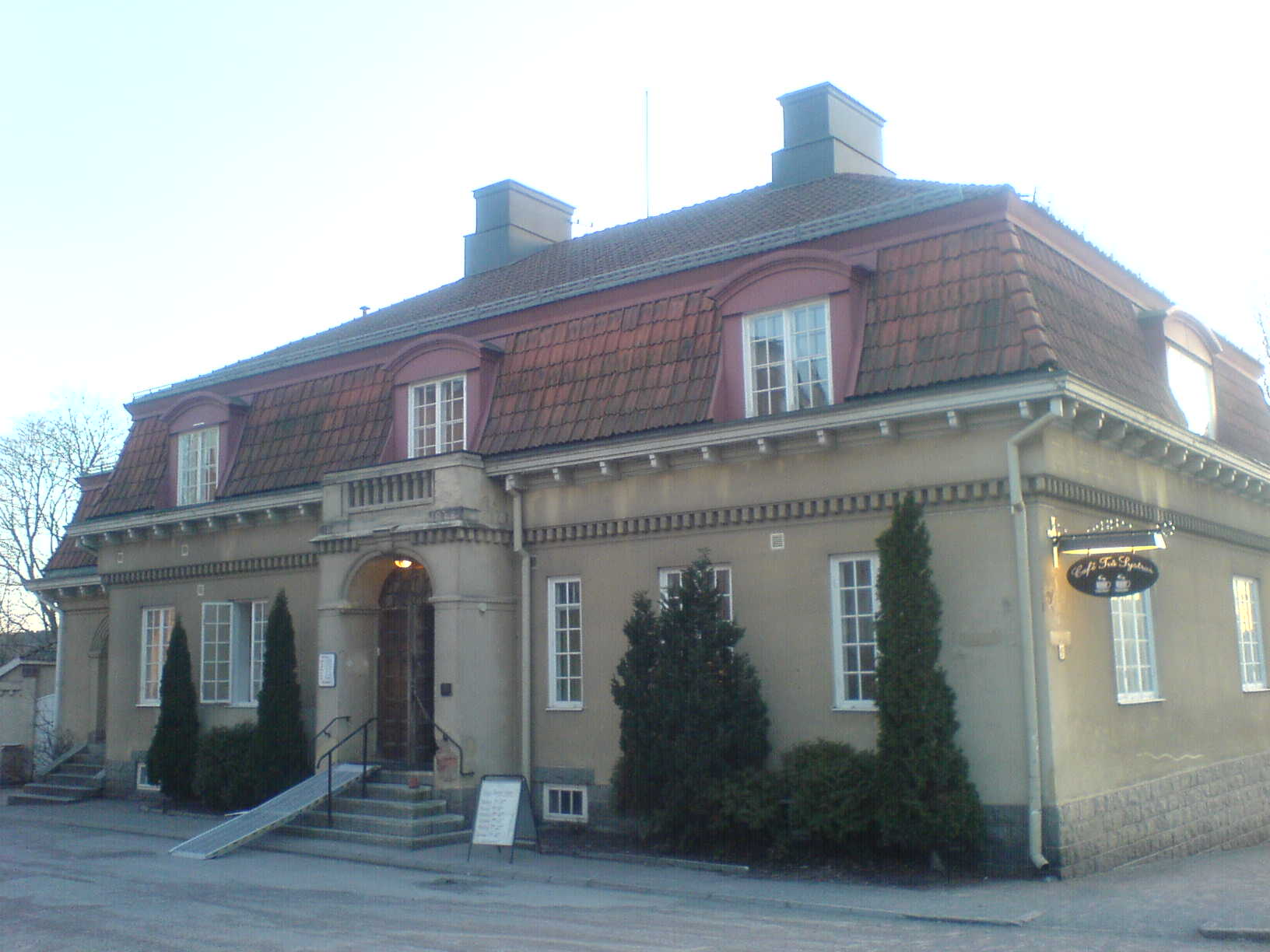
Hanssonska villan.
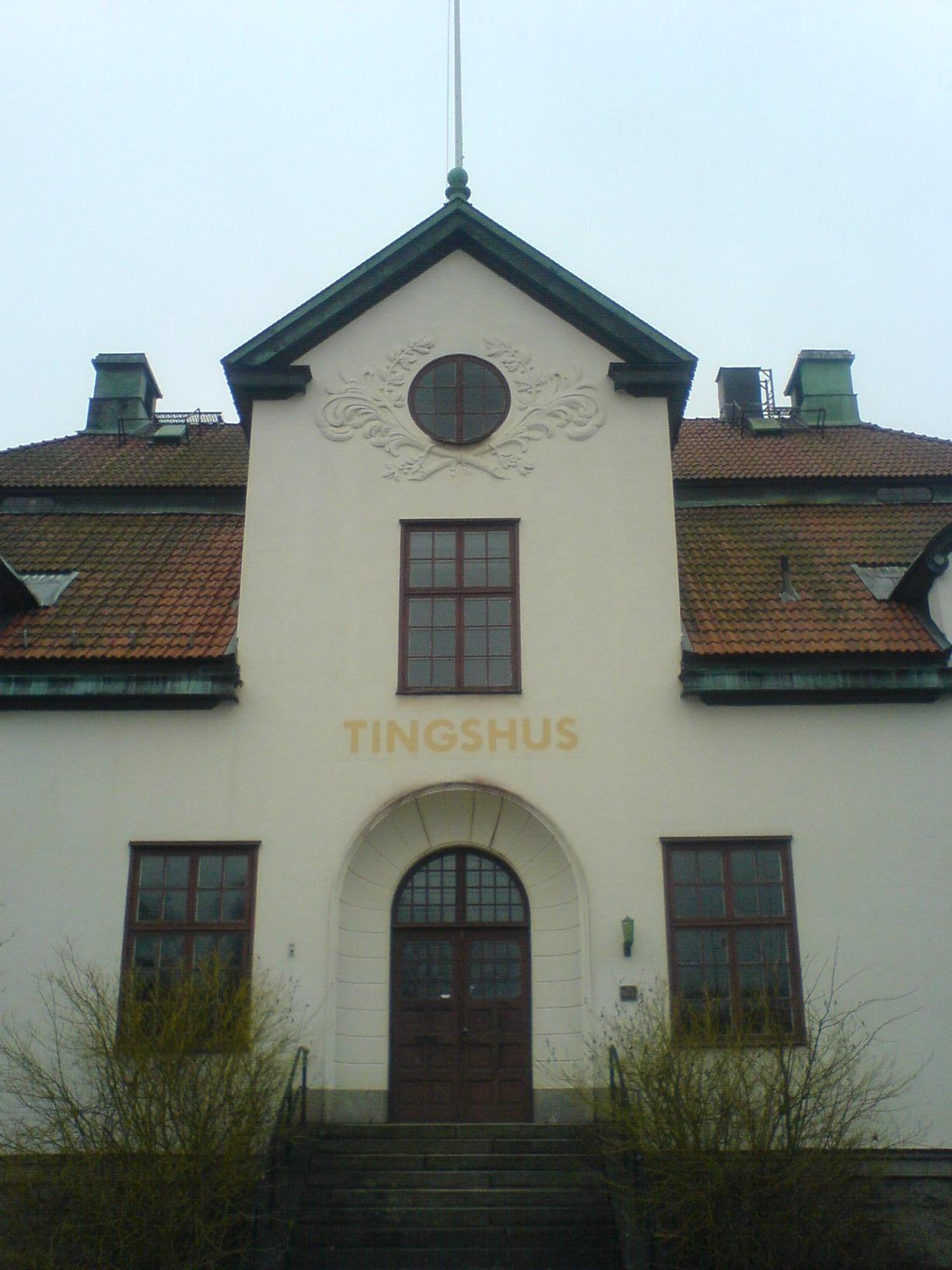
Gamla tingshusets ingång.

Kallbadhuset med tillhörande hopptorn stod färdigt vid sjön Hönsan 1931. En läktarbrygga tillkom på mitten av 1930-talet, tornet har flyttats, rivits och byggts om (senast 2004) och träbottnarna i de grunda bassängerna har rivits ur.
Elkyrkan i Tviksta var en kraftstation 1917-2005. Den var den sista kraftstationen i Sverige med ställverk på vinden. Den är vitrappad och påminner till formen om en tornlös kyrka.
Silon vid riksväg 70.  På den östra sidan av riksväg 70, i jämnhöjd med stadens nuvarande järnhandel, ligger Sveriges enda konstnärligt utsmyckade silo. Konstverket heter Skogen, vattnet, kraften och drömmarna och är skapat av Roland Backlund.

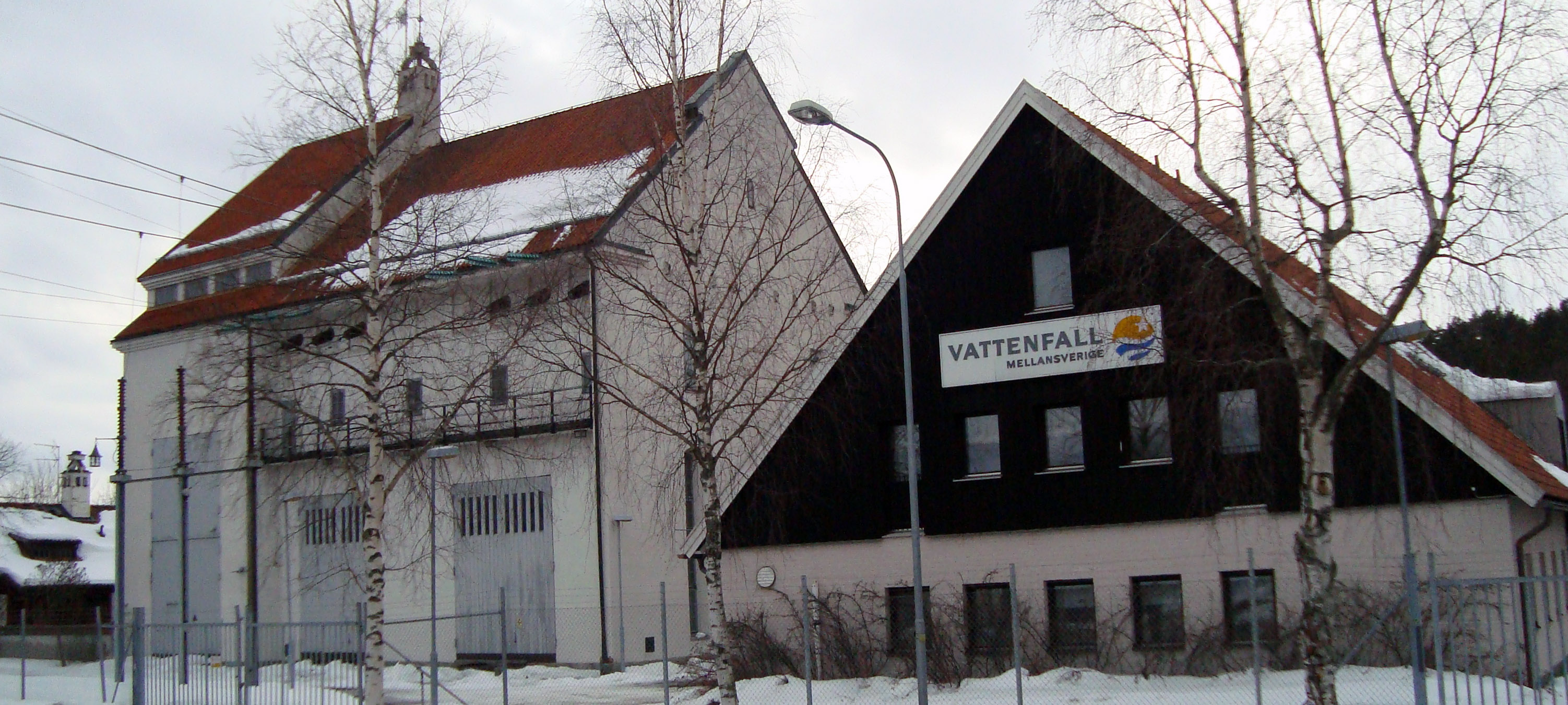
Elkyrkan, till vänster.
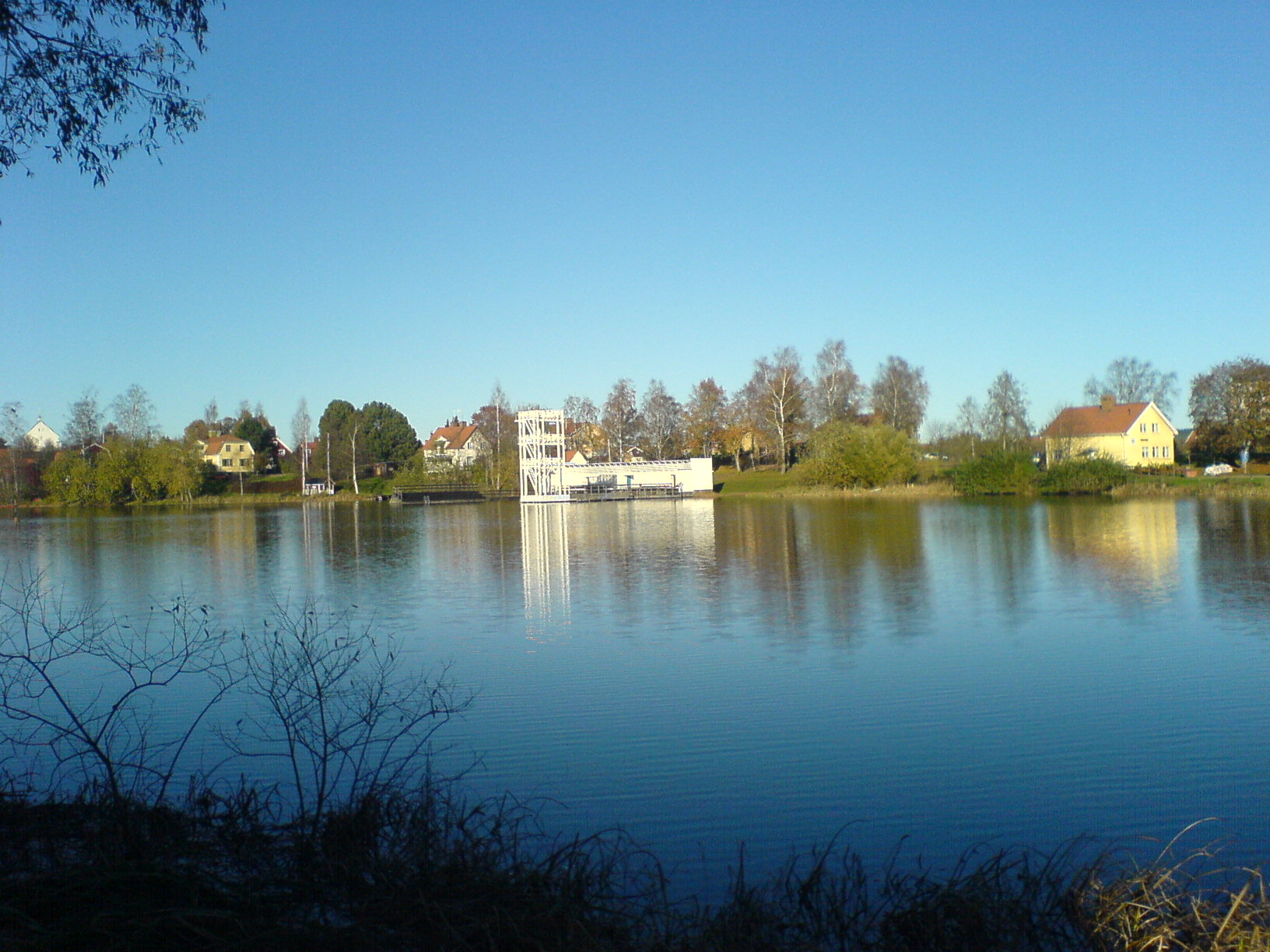
Hedemora kallbadhus vid Hönsan.
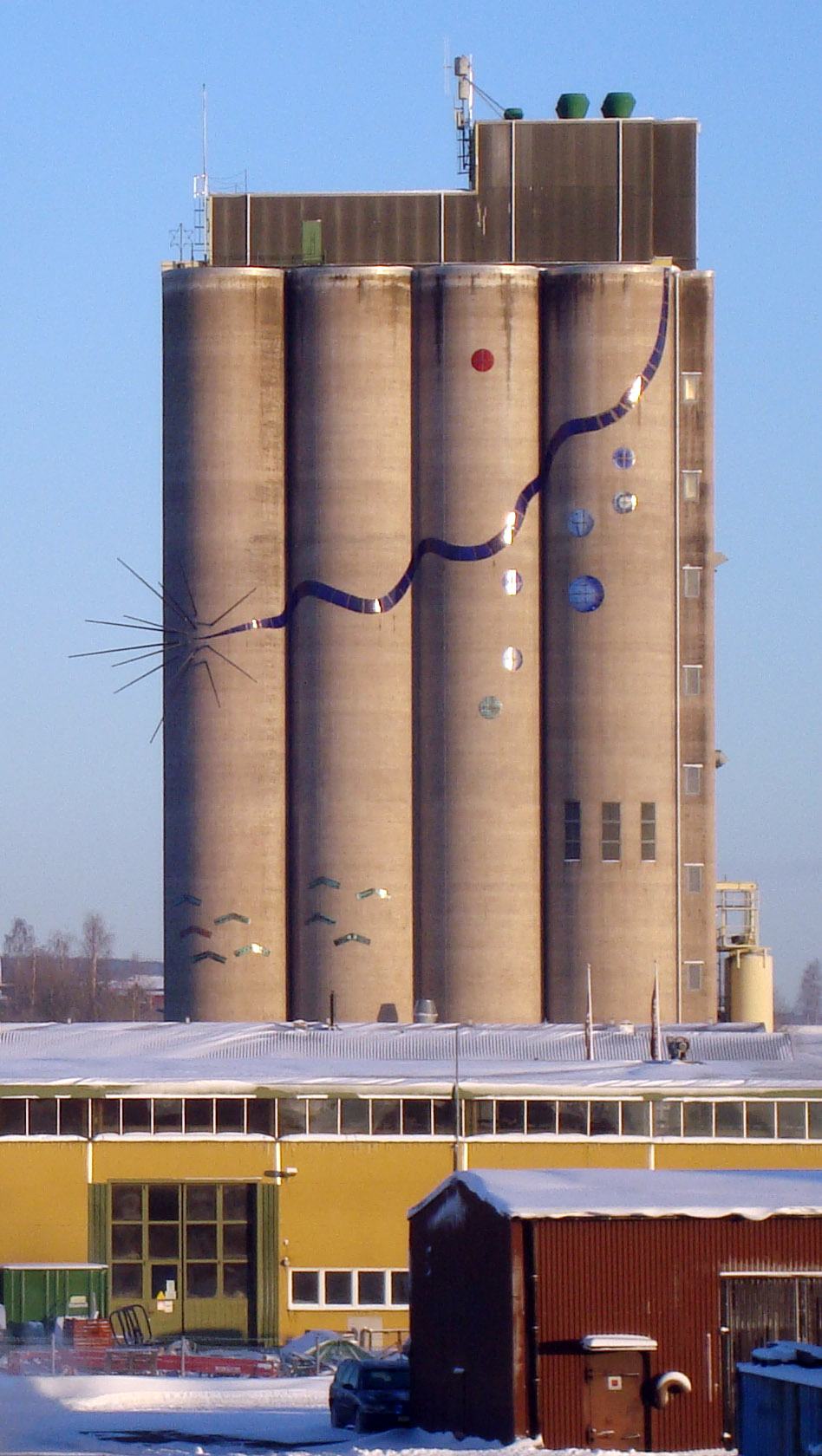
Den utsmyckade silon.